# Dan-Axel Zagadou
Dan-Axel Zagadou (sinh ngày 3 tháng 6 năm 1999) là một cầu thủ bóng đá chuyên nghiệp người Pháp hiện đang thi đấu ở vị trí trung vệ hoặc hậu vệ trái cho câu lạc bộ Borussia Dortmund.

## Sự nghiệp câu lạc bộ

### Sự nghiệp ban đầu
Zagadou bắt đầu sự nghiệp của mình ở cấp độ trẻ khi thi đấu cho câu lạc bộ quê hương US Créteil, trước khi ký hợp đồng với Paris Saint-Germain ở tuổi 12 vào năm 2011. Sau đó, anh dành 5 mùa giải tiếp theo để phát triển trong học viện của PSG, trước khi được điền tên vào đội hình dự bị vào năm 2016, nơi anh đã có 9 lần ra sân trong CFA.

### Borussia Dortmund
Vào ngày 5 tháng 6 năm 2017, câu lạc bộ Đức Borussia Dortmund thông báo việc ký hợp đồng với Zagadou theo dạng chuyển nhượng tự do và có thời hạn 5 năm. Vào ngày 28 tháng 10 năm 2017, anh ghi bàn thắng đầu tiên cho Dortmund trong trận thua 4–2 trên sân khách trước Hannover 96, nơi anh cũng nhận thẻ đỏ đầu tiên ở phút 59.

## Sự nghiệp quốc tế
Zagadou đã từng thi đấu cho đội tuyển Pháp ở các cấp độ U16, U17, U18, U19 và anh ấy hiện đang chơi cho đội U-20 Pháp

## Đời tư
Zagadou sinh ra ở Pháp, anh là người gốc Bờ Biển Ngà.

## Thống kê sự nghiệp
Tính đến ngày 27 tháng 6 năm 2020
| Câu lạc bộ            | Mùa giải            | Giải đấu            | Giải đấu | Giải đấu | DFB-Pokal | DFB-Pokal | Châu Âu | Châu Âu | Khác | Khác | Tổng cộng | Tổng cộng |
| Câu lạc bộ            | Mùa giải            | Hạng đấu            | Trận     | Bàn      | Trận      | Bàn       | Trận    | Bàn     | Trận | Bàn  | Trận      | Bàn       |
| --------------------- | ------------------- | ------------------- | -------- | -------- | --------- | --------- | ------- | ------- | ---- | ---- | --------- | --------- |
| Paris Saint-Germain B | 2016–17             | CFA                 | 9        | 0        | —         | —         | —       | —       | —    | —    | 9         | 0         |
| Borussia Dortmund     | 2017–18             | Bundesliga          | 11       | 1        | 1         | 0         | 3       | 0       | 1    | 0    | 16        | 1         |
| Borussia Dortmund     | 2018–19             | Bundesliga          | 17       | 2        | 1         | 0         | 4       | 0       | —    | —    | 22        | 2         |
| Borussia Dortmund     | 2019–20             | Bundesliga          | 15       | 1        | 2         | 0         | 5       | 0       | 0    | 0    | 22        | 1         |
| Borussia Dortmund     | 2020–21             | Bundesliga          | 9        | 0        | 2         | 0         | 2       | 0       | 0    | 0    | 13        | 0         |
| Borussia Dortmund     | 2021–22             | Bundesliga          | 15       | 0        | 1         | 0         | 3       | 0       | 0    | 0    | 19        | 0         |
| Borussia Dortmund     | Tổng cộng           | Tổng cộng           | 67       | 4        | 7         | 0         | 17      | 0       | 1    | 0    | 92        | 4         |
| Borussia Dortmund II  | 2018–19             | Regionalliga West   | 1        | 0        | —         | —         | —       | —       | —    | —    | 1         | 0         |
| Borussia Dortmund II  | 2021–22             | 3. Liga             | 3        | 0        | —         | —         | —       | —       | —    | —    | 3         | 0         |
| Borussia Dortmund II  | Tổng cộng           | Tổng cộng           | 4        | 0        | —         | —         | —       | —       | —    | —    | 4         | 0         |
| VfB Stuttgart         | 2022–23             | Bundesliga          | 17       | 0        | 1         | 0         | —       | —       | 2    | 0    | 20        | 0         |
| VfB Stuttgart         | 2023–24             | Bundesliga          | 19       | 1        | 3         | 0         | —       | —       | —    | —    | 22        | 1         |
| VfB Stuttgart         | 2024–25             | Bundesliga          | 1        | 0        | 0         | 0         | 1       | 0       | —    | —    | 2         | 0         |
| VfB Stuttgart         | Tổng cộng           | Tổng cộng           | 37       | 1        | 4         | 0         | 1       | 0       | 2    | 0    | 44        | 1         |
| Tổng cộng sự nghiệp   | Tổng cộng sự nghiệp | Tổng cộng sự nghiệp | 117      | 5        | 11        | 0         | 18      | 0       | 3    | 0    | 149       | 5         |

1. ↑  Hai lần ra sân tại UEFA Champions League, một lần ra sân tại UEFA Europa League
2. ↑  Ra sân tại DFL-Supercup
3. 1 2 3 4  Số lần ra sân tại UEFA Champions League
4. ↑  Hai lần ra sân tại UEFA Champions League, một lần ra sân tại UEFA Europa League
5. ↑  Số lần ra sân tại Bundesliga relegation play-offs

## Danh hiệu
Borussia Dortmund
- DFB-Pokal: 2020–21
- DFL-Supercup: 2019